# Uncharted: Golden Abyss
Uncharted: Golden Abyss é um jogo eletrônico de ação-aventura desenvolvido pela Bend Studio e publicado pela Sony Computer Entertainment. É um título derivado da série Uncharted e foi lançado exclusivamente para PlayStation Vita em dezembro de 2011 no Japão e em fevereiro de 2012 na América do Norte e Europa. A história se passa alguns anos antes dos eventos de Uncharted: Drake's Fortune e acompanha Nathan Drake, que se junta a colega caçadora de tesouros Marisa Chase para achar a cidade perdida de Quivira antes do senhor de guerra Roberto Guerro. Golden Abyss é jogado a partir de uma perspectiva em terceira pessoa e incorpora diversos elementos de plataforma na navegação pelos diferentes ambientes. Os jogadores usam armas de fogo, combate corpo a corpo e furtividade a fim de combaterem inimigos e solucionarem diferentes quebra-cabeças.
O desenvolvimento de Golden Abyss começou em 2008, quando a Sony permitiu que a Bend Studio desenvolvesse um novo título da série Uncharted para o lançamento do PlayStation Vita. Boa parte do desenvolvimento inicial foi feito usando o PlayStation 3, pois, na época, as especificações técnicas do Vita ainda estavam mudando. Todo o projeto foi supervisionado pela Naughty Dog, a desenvolvedora original da série, que disponibilizou vários arquivos dos primeiros dois jogos da franquia à Bend Studio e deu acesso à suas instalações de captura de movimento. O diretor e roteirista de Golden Abyss foi John Garvin, que teve a supervisão de Amy Hennig, criadora de Uncharted, na elaboração da narrativa. Hennig também garantiu o retorno do ator Nolan North, interprete de Nathan Drake, e aprovou todos os novos membros do elenco. A música original foi composta por Clint Bajakian.
Golden Abyss foi anunciado em janeiro de 2011, junto com a revelação oficial do Vita. O jogo foi um dos títulos de lançamento do console em todas as regiões; pelo fato do Vita ter estreado no Japão dois meses antes do ocidente, a Bend Studio teve tempo extra para maior polimento e implementação de novos elementos. O jogo foi bem recebido pela crítica especializada ao ser lançado, com elogios sendo direcionados particularmente para seus gráficos, interpretações do elenco e recriação da jogabilidade de Uncharted em uma plataforma portátil, porém sua narrativa e controles foram alvos de críticas. Golden Abyss também teve um bom desempenho comercial, sendo um dos títulos mais bem vendidos do Vita. Ele permanece até hoje como exclusivo da plataforma, tendo sido deixado de fora da coletânea Uncharted: The Nathan Drake Collection de 2015 para o PlayStation 4.

## Jogabilidade

A jogabilidade de Golden Abyss envolve a capacidade de derrotar inimigos por meio de combate, incluindo com armas de fogo

Uncharted: Golden Abyss é um jogo eletrônico de ação-aventura com elementos de plataforma jogado a partir de uma perspectiva em terceira pessoa. O personagem jogável é Nathan Drake, o tradicional protagonista da série Uncharted. O jogador progride por uma série de níveis lineares e explora diversos ambientes, incluindo selvas, ruínas, cavernas e acampamentos.
Nathan é capaz de escalar saliências e pular entre plataformas criadas pelos ambientes. Alguns dos níveis possuem vários caminhos diferentes e áreas escondidas com tesouros colecionáveis. O personagem também pode nadar por corpos de água durante algumas seções, além de remar com um canoa por um rio. Durante combates, o jogador pode usar abates furtivos e entrar em tiroteios contra grupos de inimigos. Atirar com armas pode ser feito por meio de mira precisa ou tiros às cegas. Há várias armas diferentes disponíveis para serem coletadas, incluindo pistolas, metralhadoras, espingardas, lança-foguetes e granadas.
Os controles utilizam uma combinação tradicional de comandos de botão e joystick, mas também faz uso das funcionalidades de controle de movimento e toque do PlayStation Vita. Os controles de movimento funcionam quando Nathan está mirando uma arma ou quando está se equilibrando em cordas, enquanto deslizar pela tela tátil pode ser usado para guiar o personagem pelos ambientes e é mandatório na realização de ataques corpo a corpo. Algumas seções de combate corpo a corpo são jogadas de forma similar a quick time events. Alguns quebra-cabeças envolvem o uso da tela tátil para revelar pistas ou ajustar mecanismos. As funções traseiras de toque permitem que o jogador aproxima a visão da câmera ao mirar armas e tirar fotos dentro dos ambientes.

## Enredo
Anos antes dos eventos de Uncharted: Drake's Fortune, Nathan Drake acompanha seu amigo Jason Dante para uma escavação no Panamá, liderada Marisa Chase. No local, eles descobrem corpos envenenados de conquistadores espanhóis e uma lápide com um símbolo visigodo. Dante se afasta e Marisa mostra a Nathan um amuleto que escondeu, herdado de seu bisavô Vincent Perez, com os dois concordando em se ajudar. Eles acabam atacados e capturados por Roberto Guerro, o verdadeiro parceiro de Dante e um poderoso senhor de guerra, porém a dupla consegue escapar. Nathan e Marisa vão para a casa de Perez, que contratou Dante para continuar sua pesquisa depois de ser diagnosticado com câncer. Dante pagou Guerro pelo acesso ao local em troca de uma parcela do tesouro que Guerro usará para financiar seu conflito; Marisa queria apenas finalizar o trabalho da sua família. Os dois descobrem que a lápide fazia referência a uma antiga seita cristã dedicada ao descobrimento das Sete Cidades de Ouro. O frei Marcos de Niza, um membro da seita, tinha sido parte de uma expedição fracassada liderada por Francisco Vázquez de Coronado para achar a cidade de Quivira.
Nathan e Marisa seguem pistas de uma "Espada de Estêvão", encontrando uma trilha de Perez que os levam para ruínas das Sete Cidades. Os dois descobrem que Perez sucumbiu ao câncer, além de evidências que fazem Nathan suspeitar que Niza deliberadamente enganou Coronado. Nathan segue pelas ruinas até uma cripta que contém a Espada de Estêvão, a espada pessoal de Estevanico, o guia de Niza. Entretanto, eles são interrompidos por Dante e Guerro. Este empurra Dante de uma varanda por insultá-lo, toma a espada e leva Marisa consigo. Nathan e Dante relutantemente se aliam para conseguirem fugir. Dante contrata seu exército mercenário para se vingar de Guerro, porém Nathan vai embora depois deles discutirem. Nathan se encontra com seu mentor Victor "Sully" Sullivan, convencendo-o a ajudá-lo a resgatar Marisa e finalizar o trabalho de Perez. Os dois seguem um mapa feito de rabiscos de carvão dos símbolos da espada até um templo que supostamente é a entrada de Quivira. Lá eles testemunham e atravessam uma batalha entre os mercenários de Dante e os homens de Guerro. Sully acaba ferido em uma queda, o que força Nathan a seguir em frente sozinho.
Nathan aproxima-se de Quivira, conseguindo resgatar Marisa das forças de Guerro. Eles usam o amuleto de Marisa e conseguem entrar em Quivira, descobrindo o "Abismo de Ouro", uma caverna folheada de ouro ligada a um lago subterrâneo. Eles encontram o corpo de Estevanico, com um contador Geiger de Marisa revelando que o ouro está radioativo devido a sua proximidade a um depósito de urânio. O povo de Quivira morreu de envenenamento radioativo; Niza matou Estevanico antes de enganar Coronado com o objetivo de impedir que o ouro fosse saqueado. Dante aparece com a intenção de vender o ouro radioativo mesmo assim, mas Nathan o derrota em uma luta corpo a corpo e escapa com Marisa. Ela sela o Abismo de Ouro com explosivos, prendendo Dante dentro, com Nathan enfrentando Guerro até este cair de uma ponte e morrer com a espada. Nathan e Marisa escapam com a ajuda de Sully, com ela jogando seu amuleto fora, dizendo que ele deve ficar "no inferno" junto com o resto de Quivira.

## Desenvolvimento
Uncharted: Golden Abyss foi desenvolvido pela Bend Studio, um dos estúdios de produção pertencentes à Sony Computer Entertainment, mais conhecidos por terem criado a série Syphon Filter. A Bend Studio foi uma das primeiras desenvolvedoras a receber informações sobre o PlayStation Vita, um novo console portátil da Sony. A equipe decidiu que desejavam desenvolver um título da série Uncharted enquanto finalizavam a produção de Resistance: Retribution em 2008; na época, apenas Uncharted: Drake's Fortune, o primeiro título da franquia, já tinha sido lançado e ele não tinha conquistado a grande presença na indústria que teria posteriormente. A Bend Studio foi escolhida para o trabalho parcialmente por sua longa experiência no desenvolvimento de jogos de qualidade para o PlayStation Portable. O estúdio originalmente tinha uma equipe de nove pessoas trabalhando no título, acabando por expandir para 55. Além da Bend Studio, outras desenvolvedoras colaboraram em Golden Abyss. Estúdios de destaque incluem a MK Productions, que ajudou a projetar algumas das maiores cenas de ação; Scratch Image, que cuidou da sincronização labial e animações faciais; e a Visual Arts and Services Group, que poliu o trabalho de captura de movimento. A música foi composta por Clint Bajakian, que tinha anteriormente trabalhado como gerente musical e compositor adicional nos outros jogos de Uncharted. O desenho sonoro e musical foi terceirizado para a equipe musical da Sony, com trinta pessoas ficando encarregadas das tarefas.
A produção ocorreu em paralelo com os estágios finais de Uncharted 2: Among Thieves e durante todo o desenvolvimento de Uncharted 3: Drake's Deception. O título foi supervisionado pela Naughty Dog, a desenvolvedora original da série. A Sony estava imediatamente disposta a deixar que a Bend Studio produzisse um jogo de Uncharted para o Vita, porém a Naughty Dog precisou de muito mais garantias e comunicação durante o estágio de pré-produção. Foi o primeiro título de lançamento para um novo console feito pelo estúdio, algo que colocou uma pressão extra na equipe durante o desenvolvimento. O projeto permaneceu sem título no decorrer de seu primeiro ano de produção, usando nomes os provisórios Uncharted X e Uncharted: Dark Secrets alternadamente. Os funcionários da Bend Studio trabalharam de janeiro a dezembro de 2011 em horas extras, algo que aumentou a tensão sobre a equipe pois eles precisaram abrir mão fins de semana e feriados para conseguirem terminar o jogo em tempo. Isto teve um impacto negativo na moral da equipe, fazendo com que o estúdio implementasse diretrizes de trabalho e horas extras mais firmes para seus projetos futuros. Uma versão tecnicamente jogável do começo ao fim foi finalizada em setembro de 2011, com testes permitindo que a equipe ajustasse o tempo de jogo e simplificasse alguns elementos.

### Projeto técnico

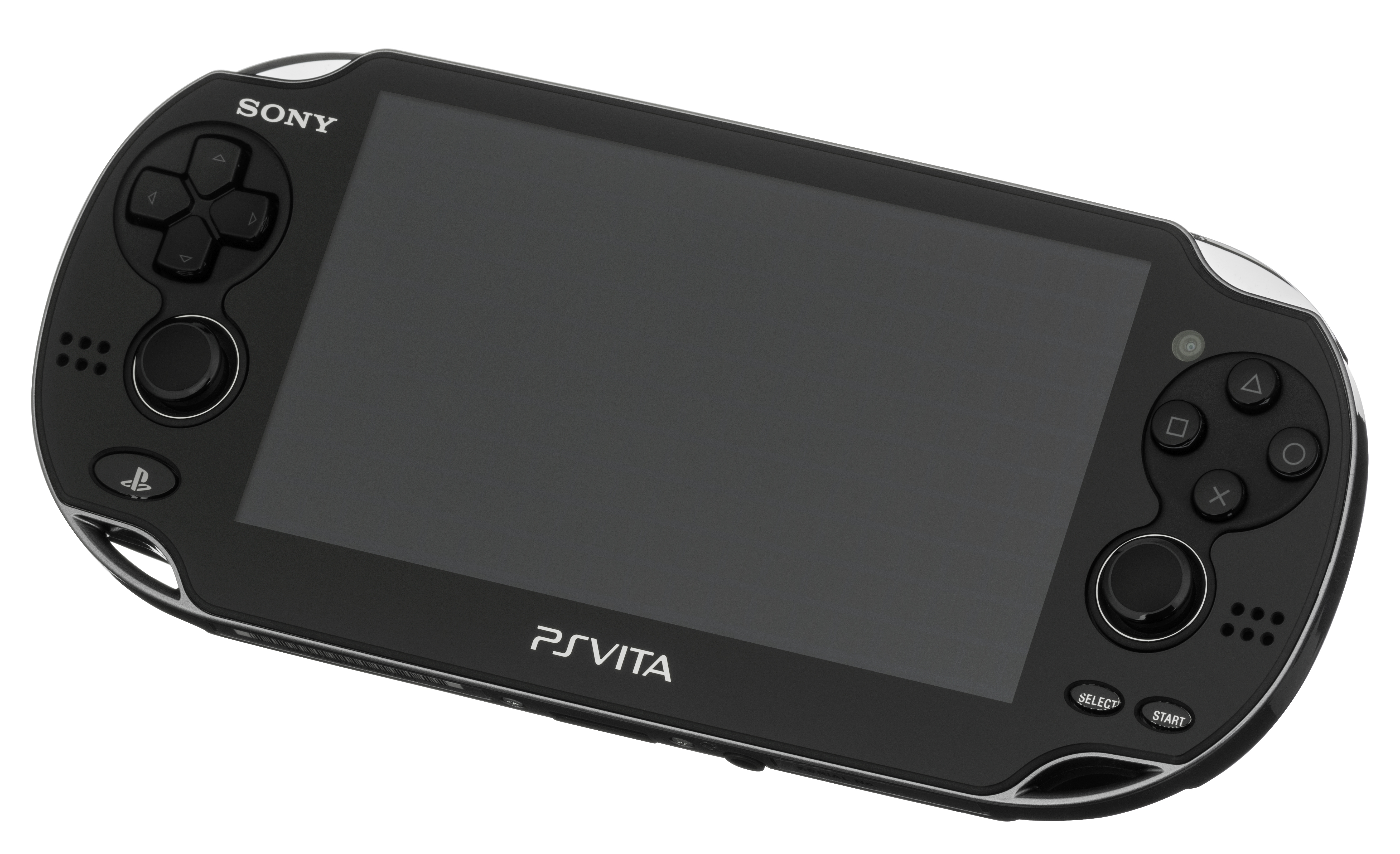
Por ser um título de lançamento, a Bend Studio construiu Golden Abyss ao redor do PlayStation Vita, porém ela precisou lidar com as mudanças de especificações do console

Os primeiros protótipos de Golden Abyss usaram o PlayStation 3 até o último ano de desenvolvimento, com um motor de jogo dedicado tendo aparecido apenas durante este período. Foi a primeira vez que a Bend Studio lidou com o console, pois seus trabalhos anteriores tinham transicionado do PlayStation 2 para o PlayStation Portable.< Um dos protótipos iniciais tinha o jogo se passando em um mundo aberto central com missões, mas a equipe não tinham experiência em mundos abertos e houve problemas com a história, assim essa versão foi abandonada. A Bend Studio esteve em contato constante e detalhado com a Sony sobre o Vita durante o desenvolvimento, o que lhes deu uma melhor perspectiva sobre como o console funcionava. Esta comunicação foi parte de uma mudança da Sony na produção de consoles depois de dificuldades com o PlayStation Portable, desejando opiniões e ideias de estúdios associados antes do lançamento. Isto também foi importante para manter a produção em andamento diante de problemas de hardware. Parte do desenvolvimento envolveu a criação de um protótipo bruto para que a equipe compreendesse as funcionalidades do Vita. Fechar uma narrativa, algo necessário para a produção começar, foi uma dificuldade, pois vários segmentos de jogabilidade precisavam ser mantidos, mesmo afetando negativamente o ritmo e as caracterizações. A duração total do jogo também foi outro problema, com Garvin depois comentando que a Bend Studio foi muito ambiciosa.
Uma importante inclusão foi as funcionalidades de controle por toque do Vita, pois Garvin achou que a equipe teria falhado caso os controles fossem muito similares aos títulos de PlayStation 3 da série. Houve especulações que a Sony forçou a Bend Studio a não incluir outras opções de controle para elementos como ataques corpo a corpo, porém Garvin clarificou que o estúdio tomou a decisão por conta própria. Um problema recorrente foi que as especificações do console estavam mudando o tempo todo, com novas informações chegando aproximadamente a cada três meses e seu único kit de desenvolvimento do Vita tendo "o tamanho de um computador". A equipe precisou improvisar com um controle Sixaxis do PlayStation 3 quando foi decidido que o console teria controle de movimento. Fazer os controles por toque funcionar foi outra dificuldade constante, pois a Bend Studio precisou usar uma tela padrão de PlayStation Portable para testes até uma tela de OLED ser criada. Um dos maiores desafios do desenvolvimento foi fazer com que os controles de movimento funcionassem junto com os controles tradicionais, ao mesmo tempo que mantinham o estilo de jogabilidade de Uncharted intacto. A seção em que Nathan e Sully navegam de canoa, em que os comandos por toque são muito utilizados, precisou ser reduzida devido a opiniões negativas de jogadores teste.
A Naughty Dog permitiu que a Bend Studio tivesse acesso ao código fonte e à biblioteca de texturas dos dois primeiros jogos de Uncharted na hora de projetarem os visuais e níveis de Golden Abyss. O hardware do Vita fez com que os gráficos potencialmente poderiam ser próximos a aqueles do PlayStation 3, o que permitiu que a Bend Studio tentasse a qualidade visual de Among Thieves, que na época tinha entrado na fase final de testes e tinha deslumbrado a equipe com seus gráficos. A Bend Studio queria igualar os valores de produção dos títulos de PlayStation 3, porém eles tinham um limite de polígonos menor e assim precisaram combinar cuidadosamente modelos poligonais e fundos pintados a fim de emularem o mesmo estilo. Para simplificar o projeto de níveis, por volta de oitenta por cento dos níveis usou geometrias genéricas comparado a vinte por cento de arquitetura única. Golden Abyss tinha aproximadamente 260 mil polígonos por quadro, comparado aos cinquenta mil exibidos em Resistance: Retribution.

### Narrativa
O roteiro foi escrito por Garvin, ocupando as posições de diretor e roteirista como havia feito na série Syphon Filter. Ele se encontrou com Amy Hennig, a criadora de Uncharted, e com Evan Wells, o co-presidente da Naughty Dog, durante os estágios iniciais de produção, tendo várias discussões em grupo e com muitos dos conceitos iniciais sendo "vetados". Hennig também examinou os roteiros de Garvin. A ambientação de selva e a busca por Quivira foram elementos que estiveram presentes desde as apresentações iniciais. O enredo e o roteiro foram os primeiros elementos a começarem a serem produzidos, com a história e cenas chave sendo definidas antes de quaisquer elementos de jogabilidade serem completados. A caracterização de Nathan foi descrita como mais pretensiosa, com ele sendo carregado por outros personagens em vez de liderar o caminho, diferentemente do que na trilogia principal, pois os eventos de Golden Abyss seriam seu primeiro desafio mortal como aventureiro. Garvin inicialmente achou que a escrita seria simples devido aos seus trabalhos anteriores como roteirista, porém ele acabou achando que as fórmulas de personagem e história da série eram bem desafiadoras:
| “ | Para começar, a fórmula da franquia é desafiadora. Você precisa encontrar um mistério histórico convincente com 'lacunas' que podem ser preenchidas criativamente; a história precisa ser real e pesquisada; você precisa de um MacGuffin que seja valioso, que as pessoas podem ter ouvido falar e que seja potencialmente amaldiçoado; ambientações e enredos precisam ser realistas, elementos fantásticos precisam ser razoáveis em um estilo Arquivo X; o tom precisa ser leve na maior parte do tempo em um estilo sucesso de bilheteria de verão; as ambientações precisam ser navegáveis, exóticas, românticas e, bem, não mapeadas de alguma maneira; é preciso existir um exército de vilões para matar; a história precisa se permitir quebra-cabeças, viradas, voltas, surpresas; os vilões precisam ser interessantes, poderosos, mas não clichês [...] e você precisa fazer tudo isso sem repetir o que já foi feito em Uncharted 1, 2 e 3, sem falar evitar usar elementos excessivamente usados por franquias cinematográficas de gênero. Em subestimei seriamente a quantidade de trabalho que isto seria. | ” |

Garvin criou bem cedo no desenvolvimento o gancho narrativo ao redor de Marcos de Niza, porém os personagens e pontos importantes da história mudaram muitas vezes pela maior parte de 2010. Os dois vilões nos primeiros rascunhos eram Guerro e um rival chamado Salazar. Hennig achou que isso seria muito parecido com a dinâmica de vilões de Drake's Fortune. A história ficou travada nesse ponto até Garvin criar o personagem de Jason Dante, que proporcionava um contraste adicional e mais original para Nathan. O plano inicial da história envolvia "roubo de túmulos em Mesa Verde, templos perdidos nos pântanos da Luisiana, um roubo de museu durante um furacão em Nova Orleães e uma perseguição de barcos pelo Grand Canyon". Todo o conceito, com a exceção do gancho narrativo básico e a ambientação na selva, foi completamente reescrito depois de críticas e opiniões de Hennig.  Uma segunda versão foi baseada ao redor da ideia de um mundo aberto central, porém isto foi abandonado pela falta de experiência da equipe e o confronto entre o personagem de Nathan e seu papel necessário como um mercenário. A história final foi construída a partir de seções recuperadas de ambos os esboços.
Marisa Chase passou por várias mudanças causadas por opiniões de jogadores teste; ela foi originalmente escrita como uma personagem que reclamava muito e entrava em situações em que precisava ser resgatada por Nathan, algo que foi comparado negativamente com a Princesa Peach da franquia Mario. Para concertar isso, Marisa recebeu uma personalidade mais enérgica e as sequências de jogabilidade colocaram Nathan ajudando-a a escapar em vez de salvá-la diretamente. Vários detalhes de enredo e cenas foram alterados ou cortados durante o desenvolvimento. Golden Abyss, nos estágios iniciais de produção, se passaria entre os eventos de Among Thieves e Drake's Deception e teria a participação de Elena Fisher, além de mostrar um pouco da história passada de Nathan. A narrativa acabou mudando para uma prequela autônoma de Drake's Fortune. Um capítulo planejado teria explorado a relação prévia de Nathan com Harry Flynn, um dos antagonistas de Among Thieves. O jogo também seguiria o tema recorrente da série de elementos sobrenaturais ao ter o povo de Quivira, chamados de chindi, sofrendo de mutações de radiação e habitando as ruínas. Esses dois conceitos, mais uma seção de exploração em um templo em terras altas, foram descartados. A história de origem foi removida pois a Naughty Dog já estava desenvolvendo essa ideia para Drake's Deception, enquanto os chindi eram um desafio para programar e seriam muitos similares aos descendentes de Drake's Fortune. Além disso, a falta de elementos sobrenaturais ajudou a distinguir Golden Abyss da série principal. Uma cena de ação envolvendo um deslizamento de terra foi cortada depois do início da produção por associações potencialmente negativas com o sismo e tsunami de Tohoku em 2011. O roteiro fechado, apesar de necessário, acabou impactando a produção e o ritmo do jogo negativamente.

### Elenco
Hennig foi importante para garantir que o ator Nolan North retornasse ao papel de Nathan Drake. Ela também examinou e aprovou os novos membros do elenco. Richard McGonagle também voltou no papel do personagem coadjuvante recorrente Victor "Sully" Sullivan. Duas novas adições ao elenco foram os atores Jason Spisak e Christine Lakin como, respectivamente, Jason Dante e Marisa Chase. Garvin afirmou que Hennig comentou que bons atores são capazes de resgatar até mesmo dialogos ruins. Lakin disse que sua experiência em Golden Abyss foi a realização de um sonho de infância de poder atuar em uma história de ação no estilo Indiana Jones. A personagem de Chase foi parcialmente desenvolvida durante as gravações por meio da interpretação de Lakin e improvisações. North por sua vez seguiu junto com Lakin e adicionou suas próprias improvisações, criando uma química não planejada, mas desejável, entre os dois.
As cenas foram gravadas no estúdio de captura de movimento da Naughty Dog em Culver City, na Califórnia, assim como nos títulos anteriores de Uncharted, com as ações e diálogos sendo gravados ao mesmo tempo, uma abordagem que a Bend Studio nunca tinha usado antes. A Naughty Dog permitiu que a equipe da Bend Studio tivesse acesso a toda sua biblioteca de captura de movimento dos dois primeiros jogos da série, o que cortou um tempo considerável do desenvolvimento. Foi o primeiro papel com captura de movimento de Lakin, deixando-a ansiosa para não cometer erros. Ela achou a experiência relativamente fácil devido seu grande histórico no teatro, pois ela comparou o estúdio de captura de movimento com um teatro minimalista. A atriz teve uma experiência positiva trabalhando junto com North, também tendo gostado de McGonagle mesmo nunca tendo atuado com ele, pois Marisa e Sully não compartilham cenas juntos. As gravações da captura de movimento ocorreram de janeiro a maio de 2011 em seis sessões de três dias de duração. O cronograma apertado foi possível por a história geral já estava definida, porém pequenas reescritas de diálogos e cenas ainda assim ocorreram.

## Lançamento
Rumores sobre a existência de Golden Abyss vazaram bem cedo, pois a Bend Studio compartilhou informações sobre o Vita e consequentemente de seu projeto com outros estúdios interessados. O título foi anunciado oficialmente junto com o Vita em 27 de janeiro de 2011. A Bend Studio, algumas semanas antes, criou um nível de demonstração com uma qualidade de polimento o mais próxima possível de sua intenção para o produto final; seus esforços na criação dessa demonstração ajudaram a solidificar a linha de produção para o resto do jogo. Seu título oficial foi revelado em junho do mesmo ano. Golden Abyss foi um jogo de lançamento do Vita em todas as regiões.
O título foi lançado no Japão em 17 de dezembro de 2011. A dublagem japonesa tentou seguir da forma mais fiel possível o original em inglês, com a localização tomando cuidado para retratar a imaturidade de Nathan e suas interações com personagens mais experientes. O ator Hiroki Tōchi retornou como o dublador de Nathan. O jogo também recebeu um subtítulo diferente no Japão, que ficou como The Mapless Adventure Begins. Este era uma referência ao fato da história ser cronologicamente a primeira grande aventura da vida de Nathan. A Bend Studio, depois da estreia oriental, foi capaz de realizar maiores polimentos e preparar novos elementos que ficariam disponíveis no lançamento ocidental. Golden Abyss estreou em 15 de fevereiro de 2012 na América do Norte, em 22 de fevereiro na Europa, em 23 de fevereiro na Austrália e em 2 de março no Brasil. O jogo também foi um dos títulos disponíveis no serviço PlayStation Plus quando este estreou no Vita em 20 de novembro do mesmo ano.
Um conteúdo para download pós-lançamento adicionou um mapa do tesouro para cada capítulo com o objetivo de ajudar os jogadores a localizarem facilmente todos os colecionáveis disponíveis em cada seção. Uma atualização em fevereiro adicionou o "Mercado Negro", um loja dentro do jogo que permitiu que os jogadores trocassem e recebessem itens coletáveis no decorrer do título com outros jogadores por meio de uma das funcionalidades de proximidade do Vita. Outra atualização em maio incluiu concertos de pequenos problemas, incluindo um levantado por jogadores em que Golden Abyss se disconectava automaticamente da PlayStation Network assim que fosse inicializado. A última atualização veio em novembro, contendo mais ajustes e a implementação de colecionáveis relacionados com o jogo Uncharted: Fight for Fortune. O jogo permanece até hoje como um exclusivo do Vita. A Naughty Dog, quando a compilação Uncharted: The Nathan Drake Collection estava sendo desenvolvida pela Bluepoint Games para o PlayStation 4, considerou incluir Golden Abyss também. Entretanto, sua narrativa autônoma fez com que fosse considerado não-essencial para sua inclusão na compilação junto com os três títulos principais, já que a ideia de The Nathan Drake Collection era preparar os jogadores para o vindouro Uncharted 4: A Thief's End.

## Recepção

### Critica
Golden Abyss foi bem recebido pela crítica especializada. No agregador de resenhas Metacritic, possui um índice de aprovação de 80/100 a partir de oitenta críticas. Foi o décimo quinto jogo mais bem avaliado do Vita em 2012. O título foi indicado a alguns prêmios, incluindo Melhor Roteiro em Jogo Eletrônico para Garvin pelo Writers Guild of America Awards, Jogo Portátil do Ano e Melhor Realização em Animação pelo D.I.C.E. Awards, Melhor Interpretação para North pela British Academy Games Awards, e Direção de Câmera em Motor de Jogo e Edição de Som em Motor de Cinema pela National Academy of Video Game Trade Reviewers.
A história foi elogiada. Jeremy Parish da 1UP.com descreveu a narrativa como "algo saindo direto de uma série de aventura", também comentando a quantidade de pesquisa histórica. A revista japonesa Famitsu gostou do enredo, com um dos avaliadores afirmando que seus elementos de mistério eram melhores do que da série principal. Ray Carsillo da Electronic Gaming Monthly disse que a história era digna da franquia e era bem apoiada por boas dublagens, com Sebastian Moss da Game Revolution elogiando a tentativa de Garvin de capturar o estilo da série e a narrativa coerente. Por outro lado, Hollander Cooper da GamesRadar disse que faltava força para a história, porém que seu estilo autônomo poderia ser um bom começo para uma série de títulos derivados, enquanto a GameTrailers comentou que a mistura de elementos estilísticos, como aventura e exploração, impediam que a narrativa ficasse chata. A revista Edge achou o enredo intrigante e elogiou a interpretação de North, mas achou que tinha existia muita exposição. Tom Bramwell da Eurogamer achou que a narrativa se enfraquecia quando se perdia no uso de lendas, tendo gostado mais quando ela se focava nos personagens. Rob Manuel da G4 gostou dos personagens, porém citou problemas de ritmo, algo Matt Helgeson da Game Informer atribuiu a diálogos ruins e falta de conexão com a série principal. Greg Miller da IGN escreveu que não ficou impressionado com a narrativa, com Mark Walton da GameSpot afirmando o mesmo e dizendo que era "parecida com uma fan fiction decente".
Os gráficos foram destacados como um dos melhores aspectos de Golden Abyss. Parish afirmou que eles elevavam o padrão em consoles portáteis e eram melhores que muitos títulos para consoles de mesa, enquanto Carsillo falou que eles tinham uma "qualidade de console". A Edge escreveu como ficou maravilhada pelos visuais, um sentimento compartilhado por um dos avaliadores da Famitsu. A GameTrailers citou os gráficos como "muito além do que qualquer coisa que já vimos em um portátil", com Helgeson afirmando que Golden Abyss era o jogo portátil mais visualmente bonito já feito. Miller escreveu que os gráficos eram equivalentes a Drake's Fortune, enquanto para Bramwell os gráficos eram inferiores quando comparados com Among Thieves e Drake's Deception, porém ele mesmo assim elogiou os esforços da Bend Studio no hardware do Vita. Manuel achou que os gráficos eram um pouco simplistas, mas mesmo assim os considerou dignos para a série. Já Moss gostou dos gráficos de close-up, mas sentiu que os visuais de fundo tinham baixa qualidade.
A jogabilidade teve uma recepção mais mista. Parish gostou dela, mesmo salientando a dissonância entre a resistência de Nathan de matar personagens e sua facilidade em derrotar inimigos comuns; ele também elogiou a boa implementação dos truques do console. A Edge achou que a jogabilidade era sólida, mas sentiu que faltavam as inovações presentes nos títulos da série para console. A Famitsu foi positiva, com exceção de algumas frustrações na realização de quebra-cabeças que necessitavam toques na tela. Carsillo escreveu que as fundações da jogabilidade eram boas, mas sentiu que alguns dos elementos específicos do Vita era intrusivos. Bramwell falou bem da jogabilidade, comentando a liberdade adicional que proporcionava aos jogadores comparado aos jogos de console altamente roteirizados da série. Manuel teve uma experiência contraditória devido a implementação das funções do Vita, enquanto Moss destacou uma falta de conteúdo e rejogabilidade quando comparado ao resto da franquia. Walton afirmou que a jogabilidade compensou as deficiências da narrativa, mesmo com uma inteligência artificial problemática. Cooper gostou da jogabilidade básica, porém criticou o projeto de nível inconsistente ou confuso de várias partes do jogo. Miller elogiou a jogabilidade como estando de forma geral no mesmo nível que os títulos de console.
Os controles de toque e movimento tiveram reações mistas; alguns elogiaram suas implementações, porém outros acharam que eram complicados de usar ou mau implementados. Outros acharam que os desenvolvedores estavam muito ansiosos para demonstrá-los, fazendo com que colocassem muitos usos compulsórios para as novas funções. A Edge, por sua vez, elogiou o sistema de mira baseado em movimento, mas achou as respostas por toque pouco confiáveis.

### Vendas
Golden Abyss foi o oitavo jogo mais vendido no Japão em sua semana de estreia. Ele vendeu mais de 48 mil unidades nesse período, sendo o segundo título de Vita mais vendido da semana, atrás apenas de Everybody's Golf 6. Nos Estados Unidos, ele ficou entre os vinte jogos eletrônicos mais vendidos no mês de fevereiro de 2012, sendo o título de Vita mais vendido do período. Foi revelado em novembro de 2018 que Golden Abyss era o jogo de Vita mais bem vendido nos Estados Unidos. No Reino Unido, o título alcançou o topo das listas de vendas durante sua semana de estreia. Golden Abyss também foi o jogo mais vendido na PlayStation Network durante seu mês de estreia.